# 江丰
江丰（1910年—1982年），原名周熙，上海人，中国版画家、美术理论家、教育家。

## 生平
出身于工人家庭。1932年开始制作宣传抗战的木刻版画，并加入中国共产党、选为中国左翼美术家联盟执行委员。1938年赴延安。他的版画名作有《保卫家乡》、《念书好》、《上海第三次工人暴动》等。1946年开始主持华北联合大学美术系。
1950年代后主要进行理论研究、教育工作。曾担任中央美术学院首任党委书记，中国文联常务理事，中国美协副主席。1954年，当选第一届全国人民代表大会代表。1957年被错划为“右派”，1979年冤案得以平反，出任中央美术学院院长，当选中国美术家协会主席。

## 延伸阅读
- 江丰著；《江丰美术论集》编辑组编. 江丰美术论集. 北京：人民美术出版社, 1983.
- 江丰绘. 当代中国油画 河南卷 2 江丰. 郑州：河南美术出版社, 2007.07.